# Sercan
Sercan ist ein türkischer männlicher Vorname persischer Herkunft.

## Verbreitung
In Deutschland wird der Name Sercan seit 2005 jedes Jahr vergeben, von 2010 bis 2023 rund 270 Mal. In der Schweiz tragen 101 Jungen diesen Namen (Stand 2023). Der Name taucht in Österreich seit 1991 immer wieder in den Vornamenschats auf. Von 1991 bis 2023 wurde er 33 Mal vergeben.
Seit Anfang der 1980er Jahre befindet sich der Name in den Niederlanden in den Vornamenscharts, jedoch wird er in einem geringen Umfang vergeben. In Frankreich wurde der Name zwischen Mitte der 1980er Jahre bis zur Jahrtausendwende regelmäßig bei der Namenswahl berücksichtigt. Der Name kam in Dänemark von 1989 bis 2007 hin und wieder in den Hitlisten vor, er gilt als seltener Vorname. Seine Vergabe ist auch in Schweden, England, Schottland, Nordirland und Kanada nachgewiesen.

## Namensträger

### Männlicher Vorname
- Sercan Güvenışık (* 1980), türkischer Fußballspieler
- Sercan Kaya (* 1988), türkischer Fußballspieler
- Sercan Özçelik (* 1982), türkischer Fußballspieler
- Sercan Sararer (* 1989), spanisch-türkischer Fußballspieler
- Sercan Yıldırım (* 1990), türkischer Fußballspieler